# Ipomoea altoparanaensis
Ipomoea altoparanaensis är en vindeväxtart som beskrevs av O'donell. Ipomoea altoparanaensis ingår i släktet praktvindor, och familjen vindeväxter. Inga underarter finns listade i Catalogue of Life.